# Большая печать США
Большая печать США (англ. Great Seal of the United States) — государственная эмблема, использующаяся для подтверждения подлинности документов, выпущенных правительством Соединённых Штатов Америки. Официальным хранителем Большой печати является Государственный секретарь США. Увидеть Большую печать можно в выставочном зале Государственного департамента в Вашингтоне. Лицевая сторона печати часто называется гербом США.
Особенностью Большой печати США является наличие двух неодинаковых сторон, в то время как обычно печати имеют лишь одну сторону.

## Описание

### Лицевая сторона
Лицевая сторона печати трактуется как герб США. Центральный элемент — геральдический щит, который иногда рассматривают как малый герб. В резолюции Конгресса 1782 года, которой был принят герб, щит описывается следующим образом: на щите 13 чередующихся вертикальных полос — серебряных и червлёных; в верхней части — лазоревая глава. Такое описание нарушает традиционные английские геральдические правила, поскольку вертикально полосатый щит не должен иметь нечётного количества полос. Более традиционным описанием было бы «шесть червлёных полос на белом поле». Но использованный вариант подчёркивал количество штатов, объединившихся в союз.
Щит имеет сходство с флагом Соединённых Штатов с двумя отличиями: синяя глава щита не содержит звёзд; на флаге крайние полосы красные, а на щите — белые, чтобы избежать нарушения правил тинктуры, поскольку глава щита синяя.
Щитодержателем является белоголовый орлан (национальный символ США) с распростёртыми крыльями (или «демонстрируемыми» в геральдической терминологии). В левой лапе орёл держит пучок из 13 стрел, в правой лапе — оливковую ветвь. Связка из 13 стрел символизирует собой не только 13 штатов, но и то, что сломать эти стрелы намного труднее, чем в отдельности, то есть означает силу в объединении. Хотя это и не указано в резолюции Конгресса, оливковая ветвь обычно изображается с 13 листьями и 13 оливками. Голова орла повёрнута в сторону оливковой ветви, что означает предпочтение миру, а не войне. В клюве орёл держит свиток с девизом «E pluribus unum» («Из многих — единое», часто обращают внимание, что текст содержит 13 букв). Над головой орла изображён облачный ореол с 13 пятиконечными звёздами (кефалями) на синем поле. Звёзды расположены в рядах по 1-4-3-4-1, формируя правильный шестиугольник.

### Обратная сторона
На обратной стороне печати изображена незаконченная пирамида, вершину которой венчает глаз в треугольнике. Она состоит из тринадцати уровней, традиционно символизирующих 13 штатов, первоначально входивших в состав США: Массачусетс, Коннектикут, Род-Айленд, Нью-Гэмпшир, Нью-Йорк, Нью-Джерси, Пенсильванию, Делавэр, Виргинию, Мэриленд, Северную Каролину, Южную Каролину, Джорджию.
На первом уровне нанесена дата 1776 римскими цифрами — MDCCLXXVI. Глаз на вершине пирамиды означает «Око Провидения». Надпись «Annuit cœptis» означает «одобрил начинания» и трактуется как «Он (Бог) одобрил наши начинания». Фраза, расположенная на свитке под пирамидой, гласит — «Novus ordo seclorum» — «Новый порядок веков».

### Список элементов с числом тринадцать
Список всех элементов с числом тринадцать:
- 13 звёзд (лицевая сторона);
- 13 полос на флаге;
- 13 стрел в лапе орлана;
- 13 оливковых листьев (определено традицией, не согласно закону);
- 13 маслин на ветви (определено традицией, не согласно закону);
- 13 кирпичных уровней пирамиды (определено традицией, не согласно закону);
- 13 букв в надписи «E pluribus unum»;
- 13 букв в надписи «Annuit cœptis», если букву œ считать за две;
- 13 вершин в сумме у двух частей пирамиды (8 у крупной нижней части и 5 у парящей верхней части);
- 13 пучков травы рядом с пирамидой.
- 13 отдельных элементов из которых составлена лента с надписью «Novus ordo seclorum»

## История
4 июля 1776 года, в тот же самый день, когда была провозглашена независимость от Англии тринадцати штатов, Континентальный конгресс — первый комитет — проектирует Большую печать — национальную эмблему государства. Новое государство — Соединённые Штаты Америки — нуждалось в официальном символе, подтверждающем его суверенитет. Потребовалось шесть лет и три комитета Континентального конгресса, чтобы установить окончательный проект печати.

Первый из комитетов состоял из Бенджамина Франклина, Джона Адамса и Томаса Джефферсона, каждый из которых предложил свой вариант печати, но они не были утверждены конгрессом. И, наконец, в 1782 году секретарь Конгресса Чарльз Томсон предложил свой вариант Большой печати, взяв элементы из всех предложенных ранее версий.
Большая печать была утверждена Конгрессом 20 июня 1782 года. Была отлита медная матрица диаметром 5,72 сантиметра (2,25 дюйма).
Впервые Большая печать была использована 16 сентября 1782 года Томсоном для подтверждения подписей на документе, который уполномочивал Джорджа Вашингтона договариваться об обмене заключёнными.

## Интересные факты

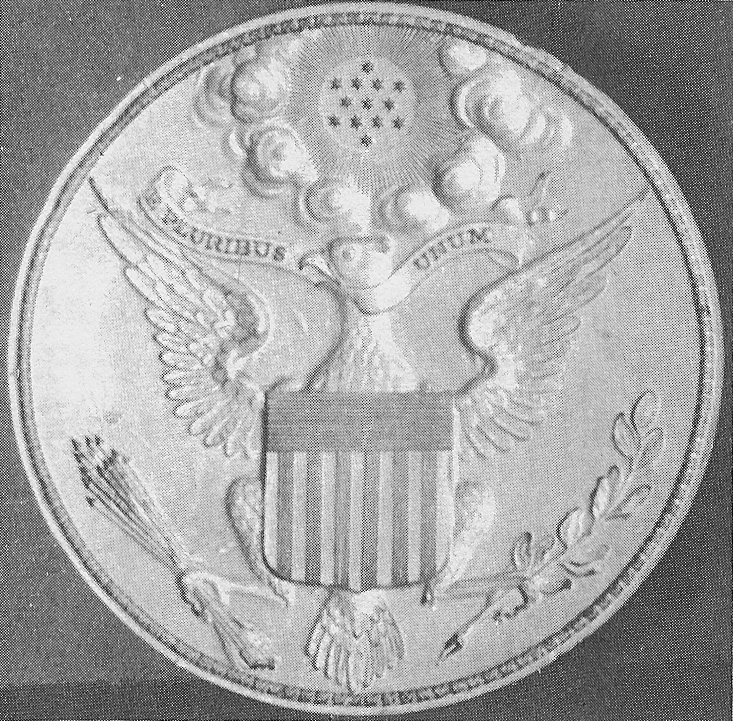
Печать Дорсетта, негатив

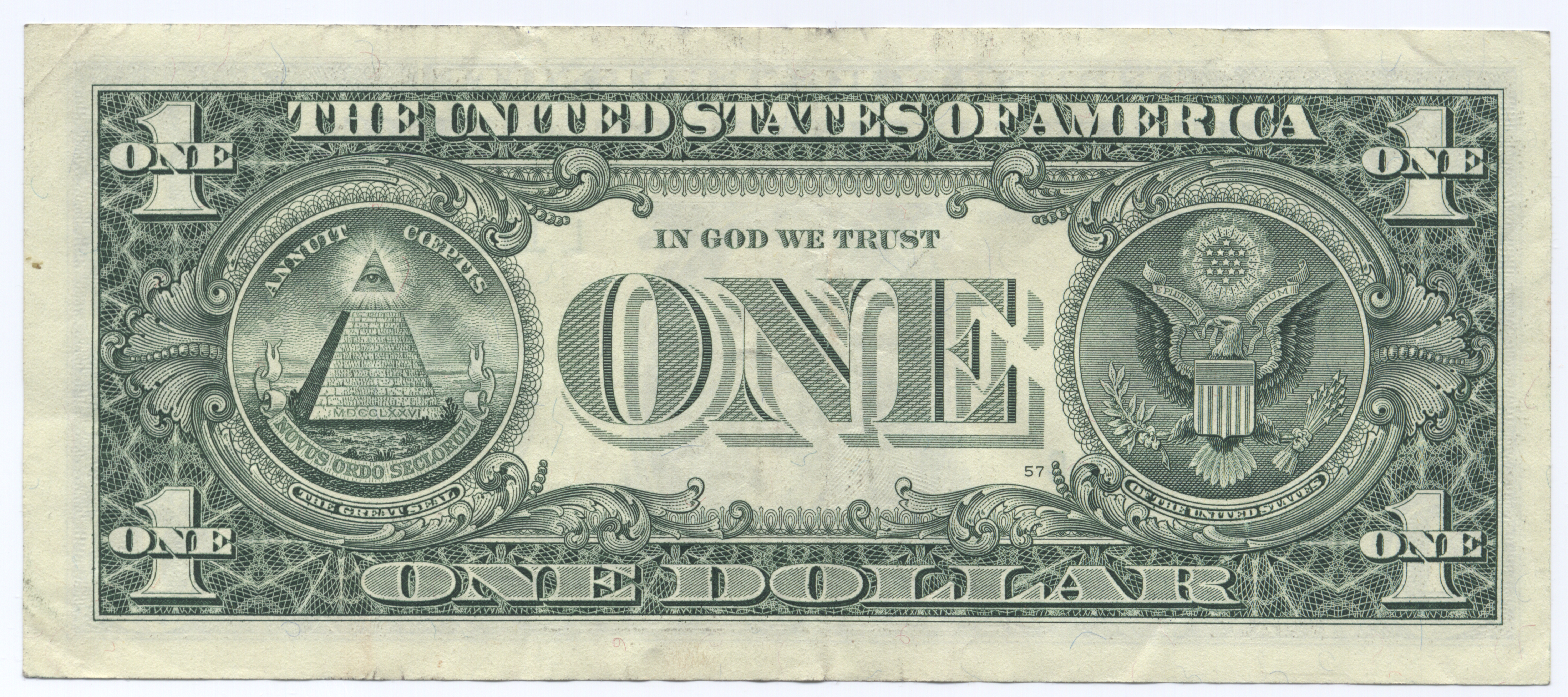
Доллар США

- В 1894 году Ховард Дорсетт, работник Министерства сельского хозяйства, принёс в Госдепартамент бронзовую копию Большой печати. Он утверждал, что его семья получила её от племянника Джорджа Вашингтона. Первоначально на печать внимания не обратили. Лишь в 1936 году она была тщательно изучена. Было установлено, что семья Дорсетта упоминается в документах о продаже имущества Вашингтона. Печать Дорсетта действительно в точности повторяет все элементы Большой печати, в том числе особенности изготовления, за исключением изображения орла, который имеет несколько иное оперение и его голова повёрнута к стрелам. Не было доказательств, что эта печать когда-либо использовалась, не было выявлено документов с её оттиском[3]. Причина и цель изготовления копии неизвестны. Есть лишь бездоказательные предположения о намерении использовать эту печать лично президентом[3].
- Большая печать США с 1935 года размещена на оборотной стороне банкноты в 1 доллар. Слева изображение оборотной стороны печати, справа — лицевой стороны.
- Внутри Большой печати США, выполненной из ценных пород дерева, подаренной советскими школьниками в 1945 году в Артеке послу США в СССР Авереллу Гарриману и висевшей в его рабочем кабинете в Москве, было встроено изобретённое Л. С. Терменом пассивное подслушивающее устройство эндовибратор, позволившее в течение семи лет советской разведке получать важные сведения из «первых уст»[4][5][6].